# بایرز (کلرادو)
بایرز (به انگلیسی: Byers) یک منطقهٔ مسکونی در ایالات متحده آمریکا است که در شهرستان آرپهوو، کلرادو واقع شده‌است. بایرز ۱۱٫۱ کیلومتر مربع مساحت و ۱٬۱۶۰ نفر جمعیت دارد و ۱٬۵۸۶ متر بالاتر از سطح دریا واقع شده‌است.